# Strój kurpiowski Puszczy Zielonej

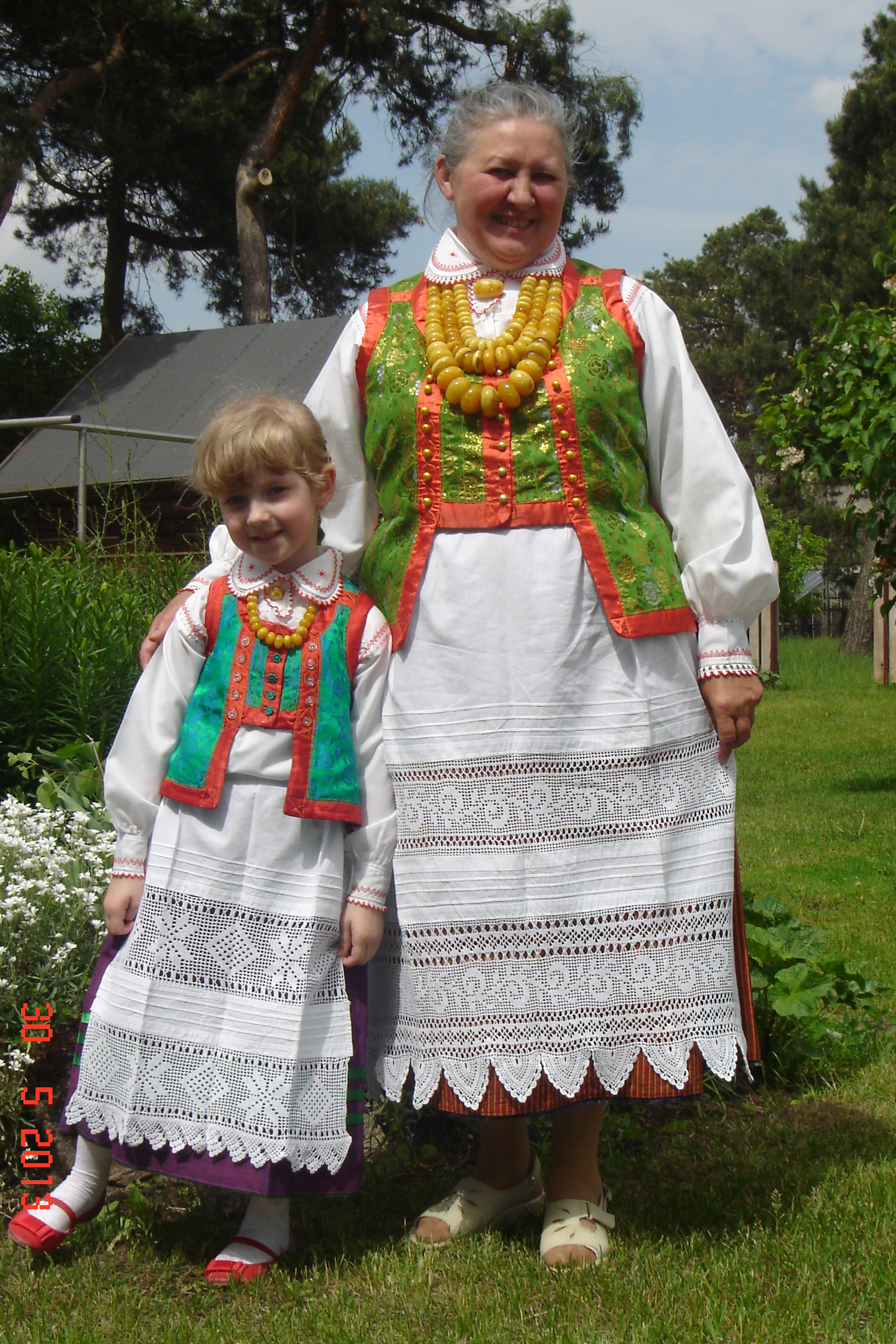
Strój kobiety i dziecka z Puszczy Zielonej

Strój kurpiowski Puszczy Zielonej – odświętny strój ludowy Kurpiów Zielonych, grupy etnograficznej z obszaru Mazowsza.

## Historia
Strój wykształcił się na przełomie XVIII i XIX w. W końcu XIX w. różnice między ubiorem ludności kurpiowskiej Puszczy Białej i Puszczy Zielonej były znaczne, ale do dziś stroje mają podobne kroje i elementy składowe. Stroje kurpiowskie obu puszcz to odmiany stroju mazowieckiego.

## Charakterystyka

### Strój mężczyzn
Odświętny strój mężczyzny składał się z białej samodziałowej lnianej koszuli z wąskim kołnierzem, niebieskiego lub czerwonego faworka (wstążki wiązanej pod kołnierze koszuli), granatowych lub siwych sukiennych albo płóciennych portek, granatowej kamizelki bez kołnierza zapinanej na dwa rzędy guzików, lejbzika – płóciennej kamizelki do pasa bez rękawów wykonanej z partu, zapinanej na guziki, zwanej też jaką (z czasem upowszechniła się czerwona jaka), sukmany z brązowego sukna samodziałowego ze stojącym kołnierzem i fałdami z tyłu. Dawniej fałdy sukmany zarzucano na głowę, by podczas prac bartniczych chronić się przed pszczołami. Sukmana strzelców była krótsza niż bartników, miała elementy wyłożone granatowym suknem: stojący kołnierz, wyłogi, kieszenie, mankiety i dolny brzeg sukmany – stała się bazą dla późniejszego męskiego stroju Kurpiów Puszczy Zielonej. Sukmanę przepasywano rzemiennym pasem zapinanym na sprzączkę, później pasem tkanym z kolorowej wełny. Na terenie przygranicznego pasa od Czarni do Zalasa pojawiła się czerwona tasiemka naszywana na spodnie wzdłuż zewnętrznego szwu. Na głowę zakładano ciemnogranatowe lub brunatne rogatywki albo czarne barankowe czapki kopiaste, a latem niskie twarde kapelusze grzybki w kolorze brunatnym lub ciemnobrązowym przepasane czerwoną, niebieską lub zieloną wstążką. Strzelcy ozdabiali kapeluszem pękiem piór dzikich ptaków, bartnicy – piórami lub trawą. Zimą noszono kożuchy na siwym samodziałowym suknie lub żółte kożuchy bez sukna – oba ze stojącymi kołnierzami wyłożonymi wełną. Na nogach mężczyzna nosił trzewiki z małymi cholewkami albo długie buty z cholewami.

### Strój kobiet
W święta Kurpianki nosiły białą lnianą koszulę samodziałową typu przyramkowego z haftem na kołnierzu, mankietach i ramionach. Pierwotnie koszule w Puszczy Zielonej nie miały kołnierzy, były marszczone przy szyi i ściągane tasiemką; potem wprowadzono obszywkę z dwoma ozorami. Kitle (spódnice) w Puszczy Zielonej były różnorodne: w pionowe pasy (pierwotnie białe i granatowe, potem dodatkowo czerwone, zielone, niebieskie i czarne), w kratę, jednolite (kamelowe mieniste z wątkiem i osnową w różnych kolorach). Kitel zawiązywano w pasie płóciennymi wiązakami tak, by przód był gładki, a fałdy stały z tyłu. Sięgającą do kostek spódnicę obszywano podłogą i szczotką, zaś kitle mieniste obszyciem z czarnego aksamitu (masiustu) i tasiemkami. Pierwotnie zaś noszono dwa fartuchy, zastąpione spódnicą szytą z kilku fartuchów. Początkowo fartuch miał ten sam wzór co spódnica i kolorową obszywkę u dołu. Później upowszechniła się koronka z lnianych nici doszywana do fartucha, a w międzywojniu fartuch w całości z płótna zdobny koronką lub prawie cały koronkowy. W chłodniejsze dni Kurpianka nosiła marynarkę (jakę) – pierwotnie była ciemna z czarną obłożką, potem kolorowa (bordowa, niebieska, granatowa, czerwona), obłożona na dole i wykończona z przodu plisą, zapinana na guziki. Kobiety zakładały też wystki, czyli dopasowane z tyłu gorsety rozszerzające się poniżej pasa za pomocą klapek (lacek), z przodu w środkowej części krótsze, zapinane i zdobione, odsłaniające koszulę, najczęściej w całości oblamowane czerwoną obłożką. Wystki robiono z cienkiej wełny na płóciennej podszewce, potem z jedwabnych gładkich lub wzorzystych materiałów. W mroźne dni okrywano się wełnianą tkaną w pasy buronką lub kilimem albo ręcznie dzianą chustą z białej wełny. Kobiety nosiły wzorowane na męskich siwe lub czarne sięgające kolan kaftany z samodziału fałdowane z tyłu (ciamery), barany lub półbarany (długie sukmany podbite kożuchem lub watowane, obszyte barankiem), kucabaje do kolan z fabrycznego czarnego sukna lub watowane palta (szuby) z czarnego lub granatowego sukna. Nakrycie głowy panny z Puszczy Zielonej – czółko – to najbardziej charakterystyczny element stroju z tego regionu: prostokąt o zaokrąglonych rogach oklejony czarnym masiustem, a od spodu lnianą podszewką, zdobiony z tyłu (rzadziej z lewej) kolorowymi wstążkami, a na powierzchni tasiemkami, koralikami, cekinami i dodatkowo z lewej strony wiankami, czyli pękiem kwiatów. W Kadzidle i okolicach na czółko zakładano pępek – czerwoną tasiemkę z naszytym centralnie kwiatkiem modelowanym z tasiemki. W parafiach Jednorożec i Baranowo panny na głowach nosiły piętrowe wianki ze wstążkami – koruny. Mężatki nosiły krochmalone i gładko prasowane białe chusty sprowadzane z łódzkich fabryk, czasem nakrapiane, w drobne kółka lub kwiaty. Na nogach Kurpianki nosiły czarne trzewiki z cholewką sznurowane czerwoną lub czarną tasiemką.

### Zdobienia
Kurpianki spinały włosy w warkocze, często zawiązywane wstążkami. Kobiety nosiły sznury drobnych szklanych lub drewnianych paciorków. Częściej jednak noszono bursztyny. Liczba bursztynowych sznurów na szyi świadczyła o zamożności gospodarstwa. Najbliższy szyi sznur bursztynów miał najmniejsze korale, a najdłuższy – największe zakończone często dużym bursztynowym medalionem, krzyżem lub bursztynowym sercem. Noszono też bursztynowe krzyżyki i broszki.
W 2022 bursztyniarstwo Puszczy Zielonej zostało wpisane na Krajową Listę Niematerialnego Dziedzictwa Kulturowego.
Stroje męskie i damskie były zdobione haftem. Pierwotnie koszule damskie miały haftowane na biało kołnierze, ramiona i mankiety koszul. Potem upowszechnił się haft w kolorze czerwonym lub niebieskim nanoszony stebnówką w dwóch rzędach w miejscu łączenia przyramka ze stanem i z rękawami, na kołnierzach i mankietach. Kołnierze i mankiety koszul zdobiono wąską koronką wykonaną szydełkiem, czasem obwiedzioną czerwoną nitką. Koszule męskie miały na przedzie kołnierza delikatny haft czerwony, biały lub niebieski.
W 2023 na Krajową Listę Niematerialnego Dziedzictwa Kulturowego wpisano haft kurpiowski Puszczy Zielonej.

## Galeria

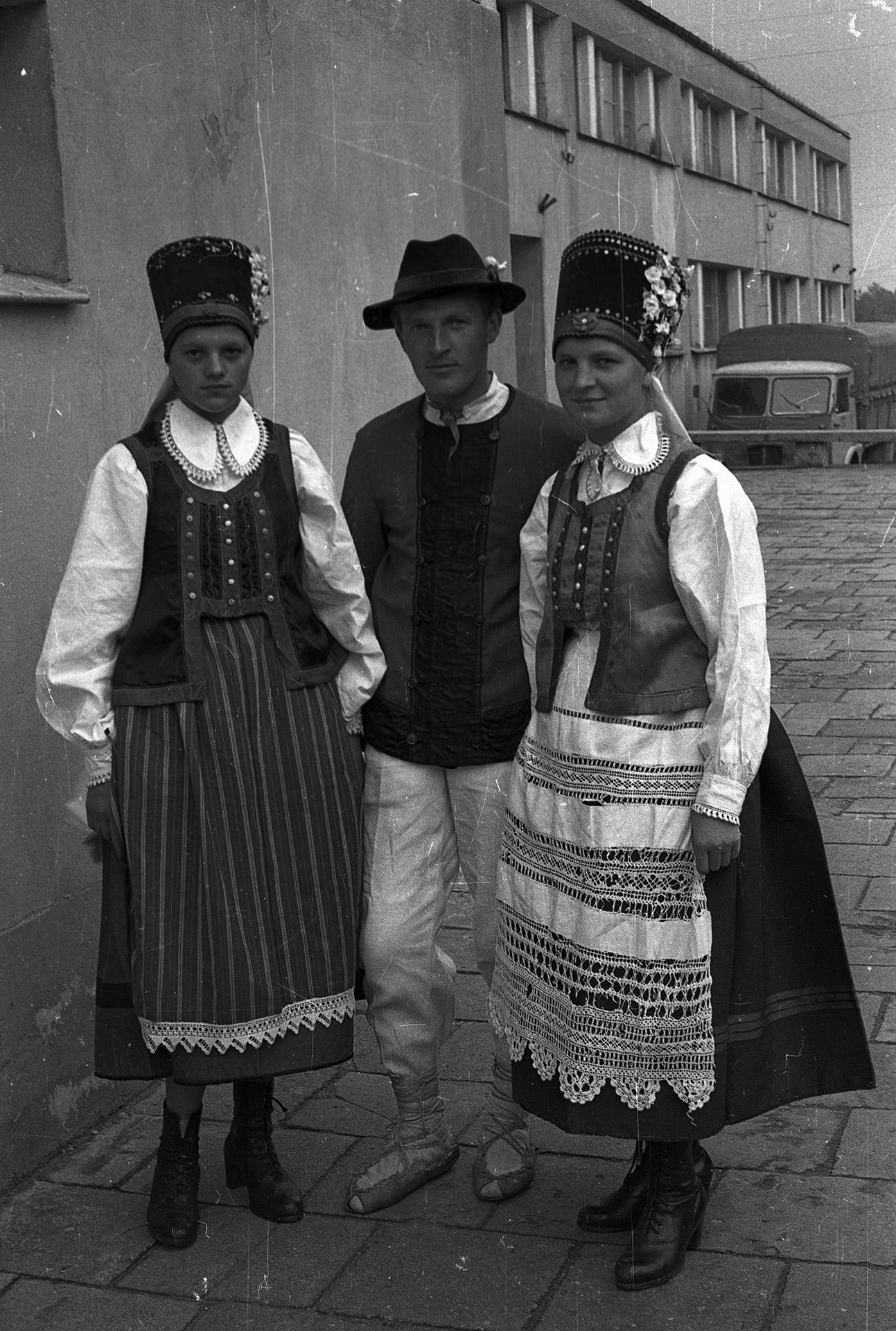
Kawaler i panny z Puszczy Zielonej
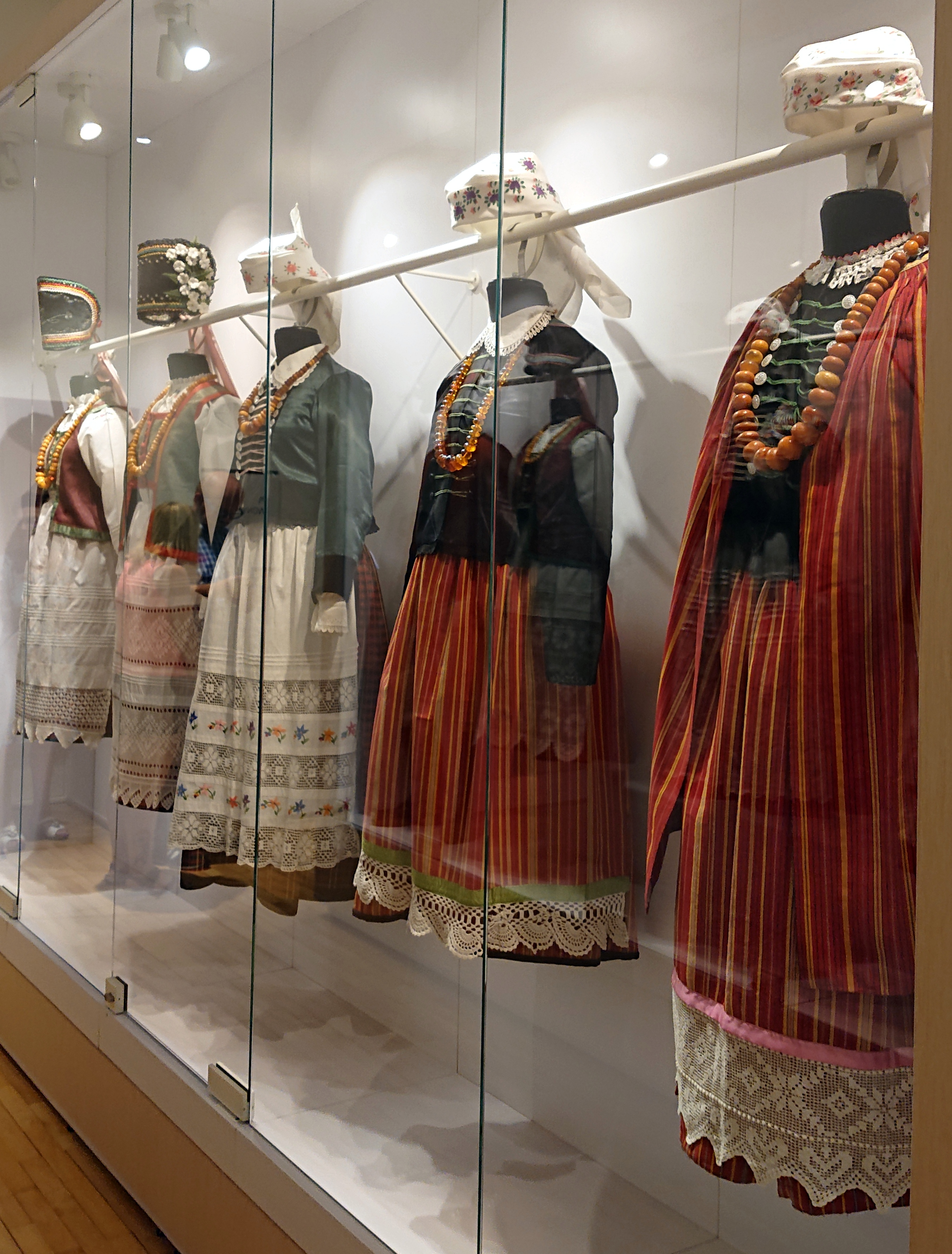
Stroje panien i mężatek z Puszczy Zielonej
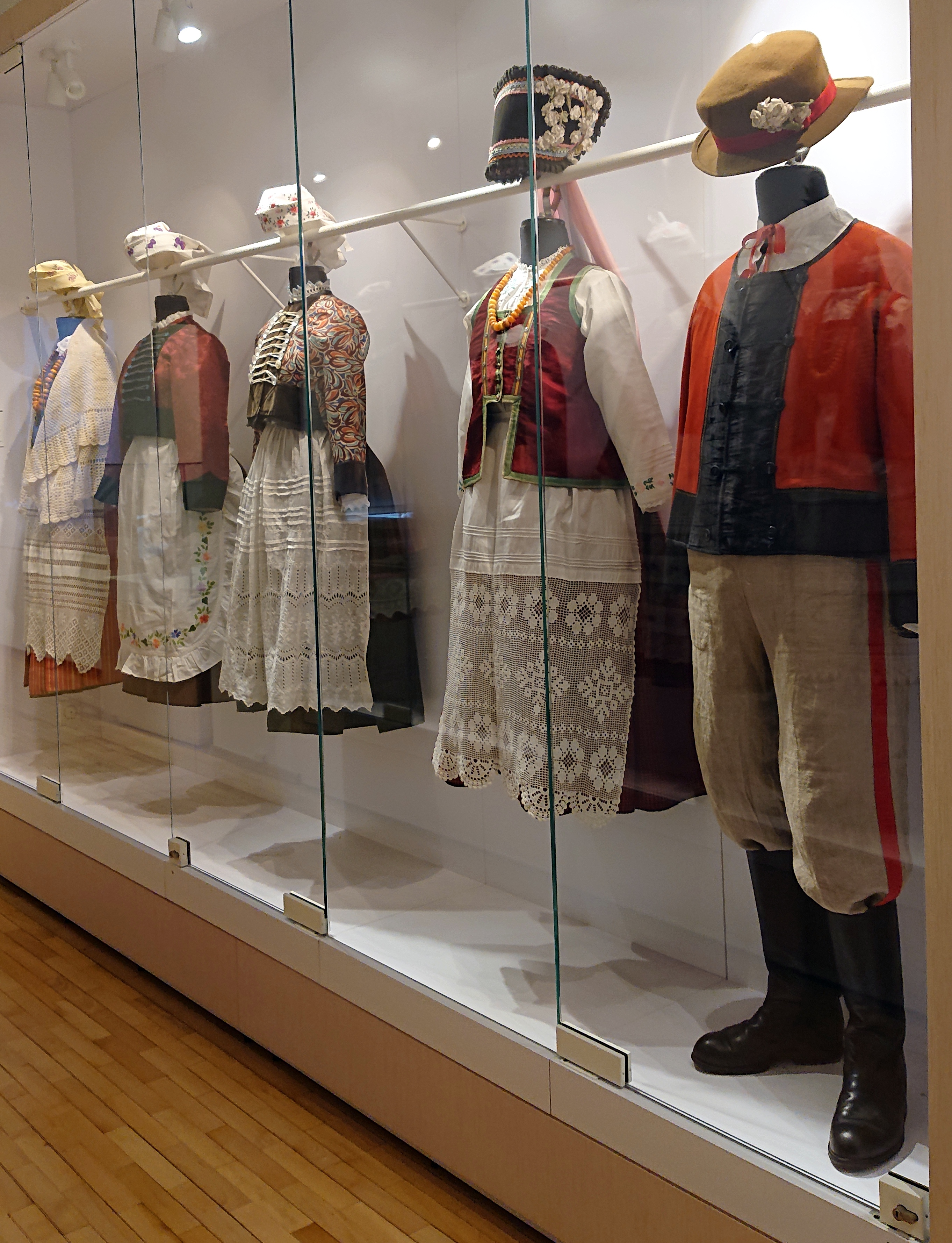
Stroje mężatek, panny i kawalera z Puszczy Zielonej
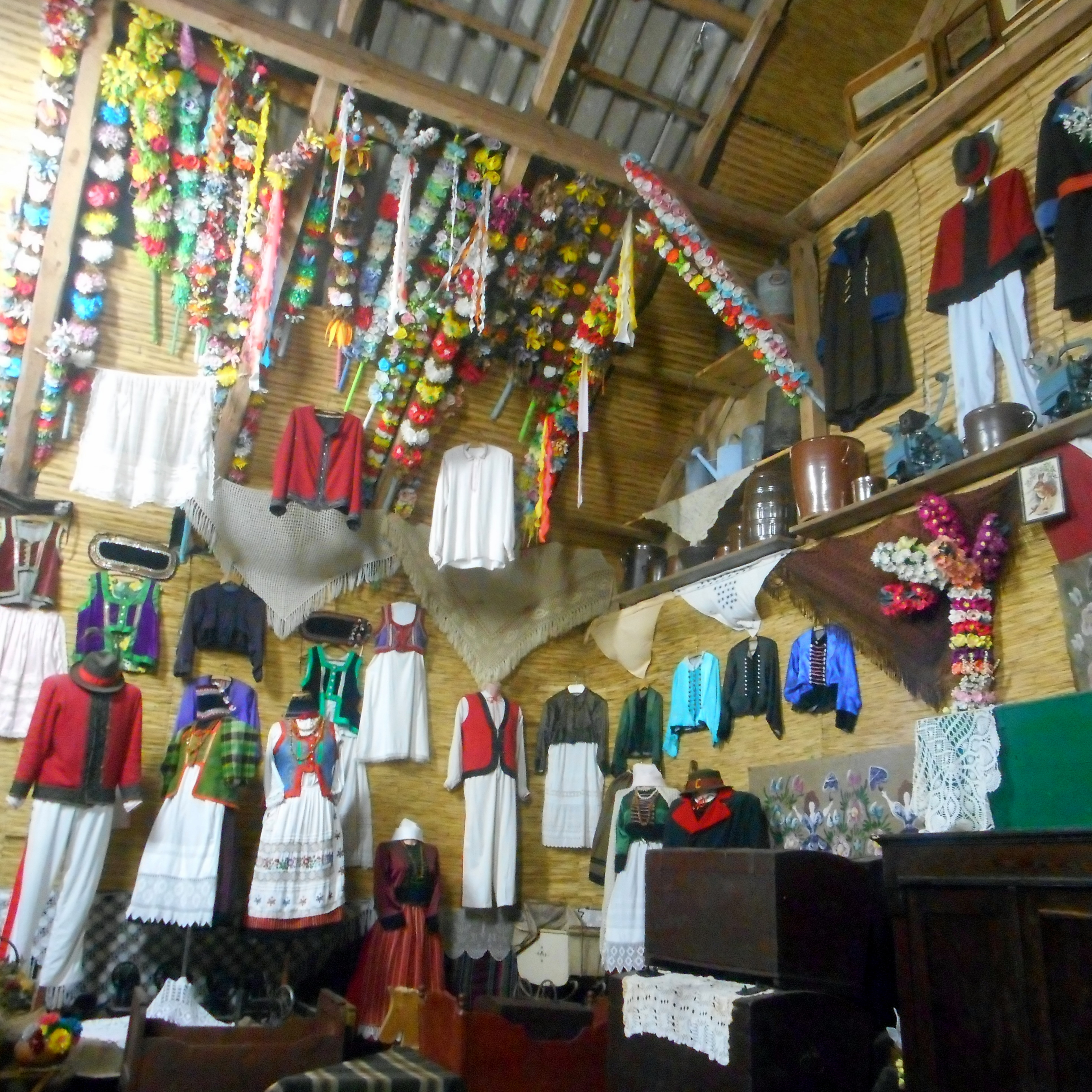
Stroje damskie i męskie z Puszczy Zielonej w Muzeum Kurpiowskim w Wachu
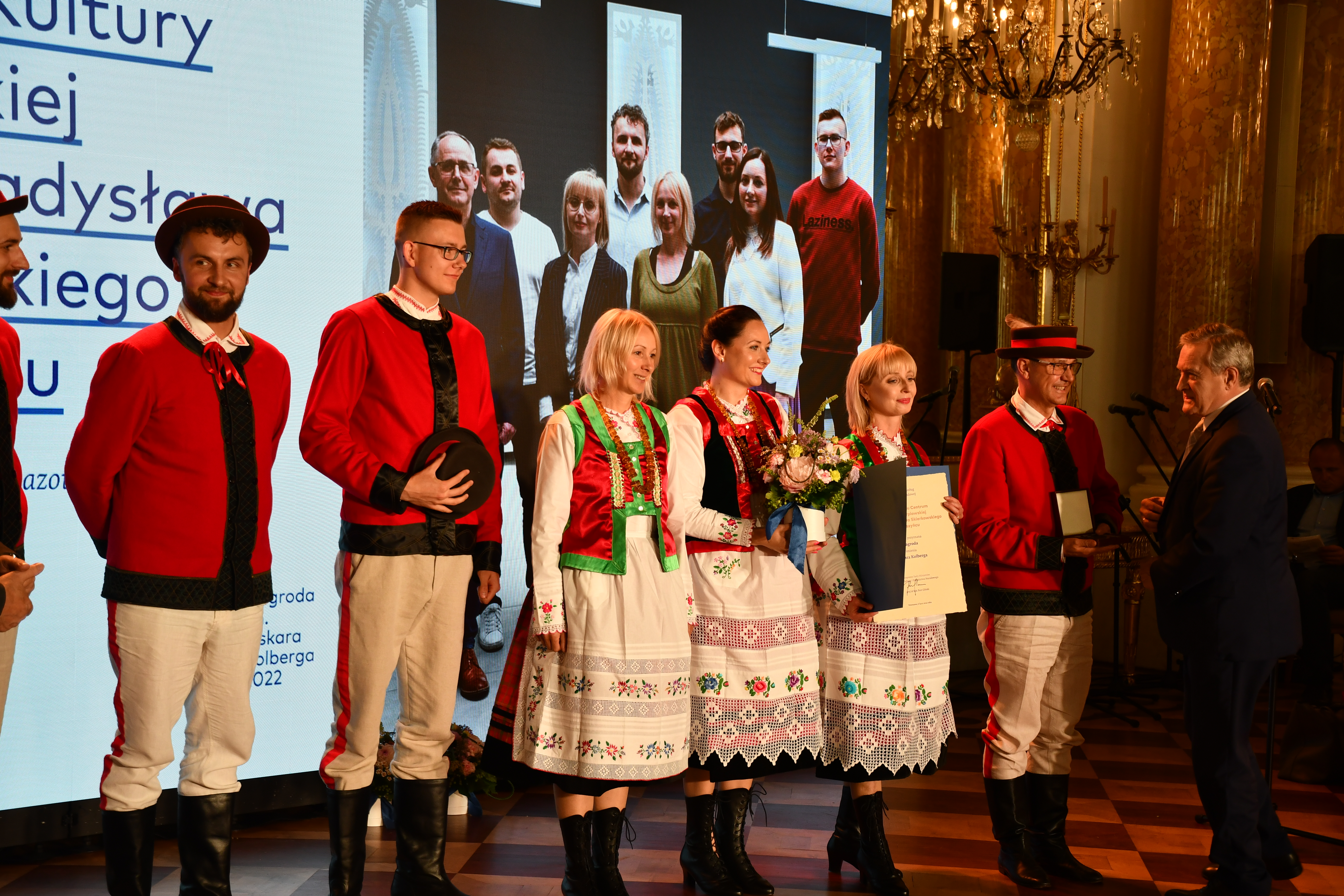
Zespół pracowniczy RCKK z Myszyńca w strojach Puszczy Zielonej, odbiór Nagrody Kolberga
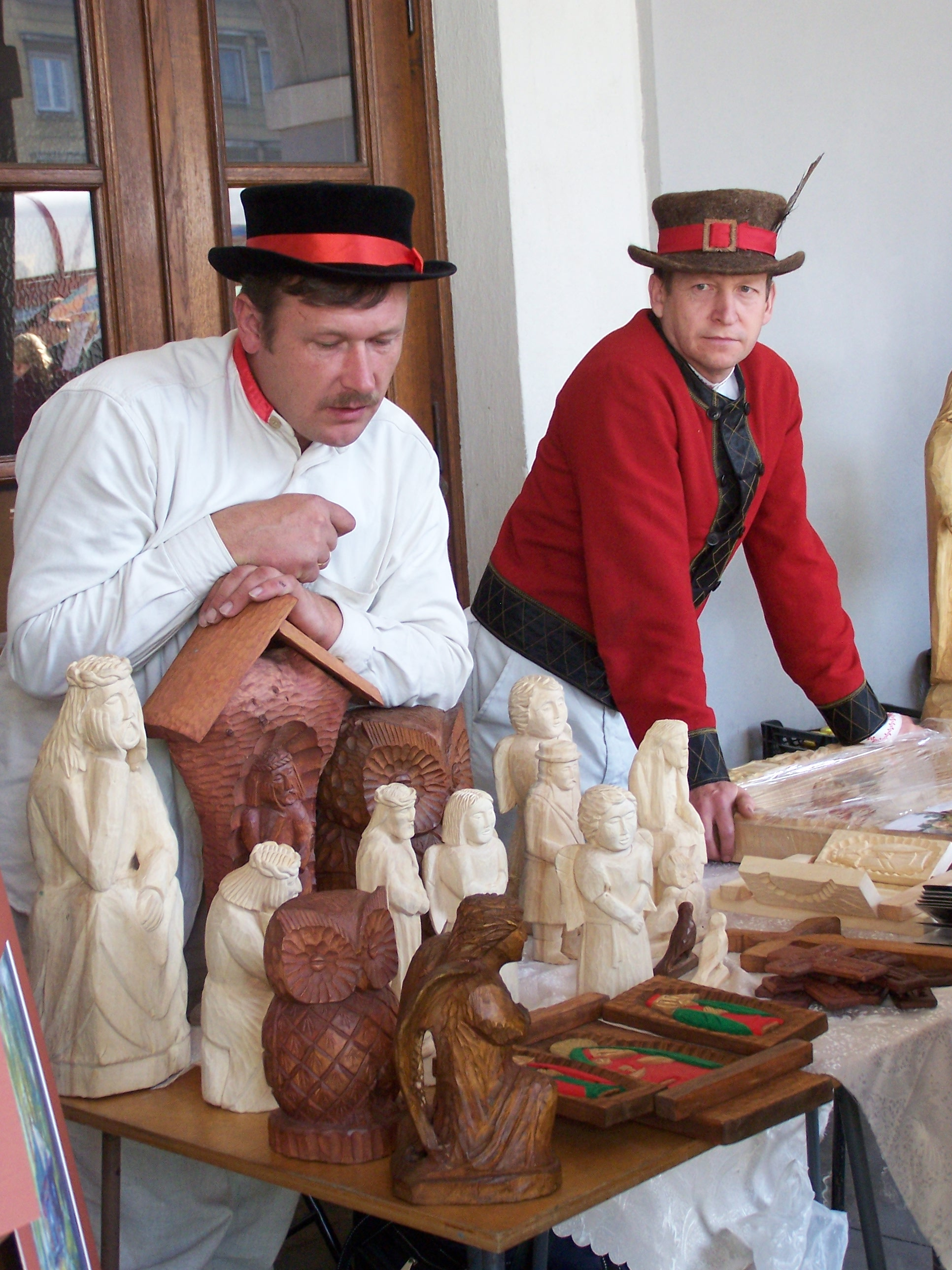
Mężczyźni z Puszczy Zielonej
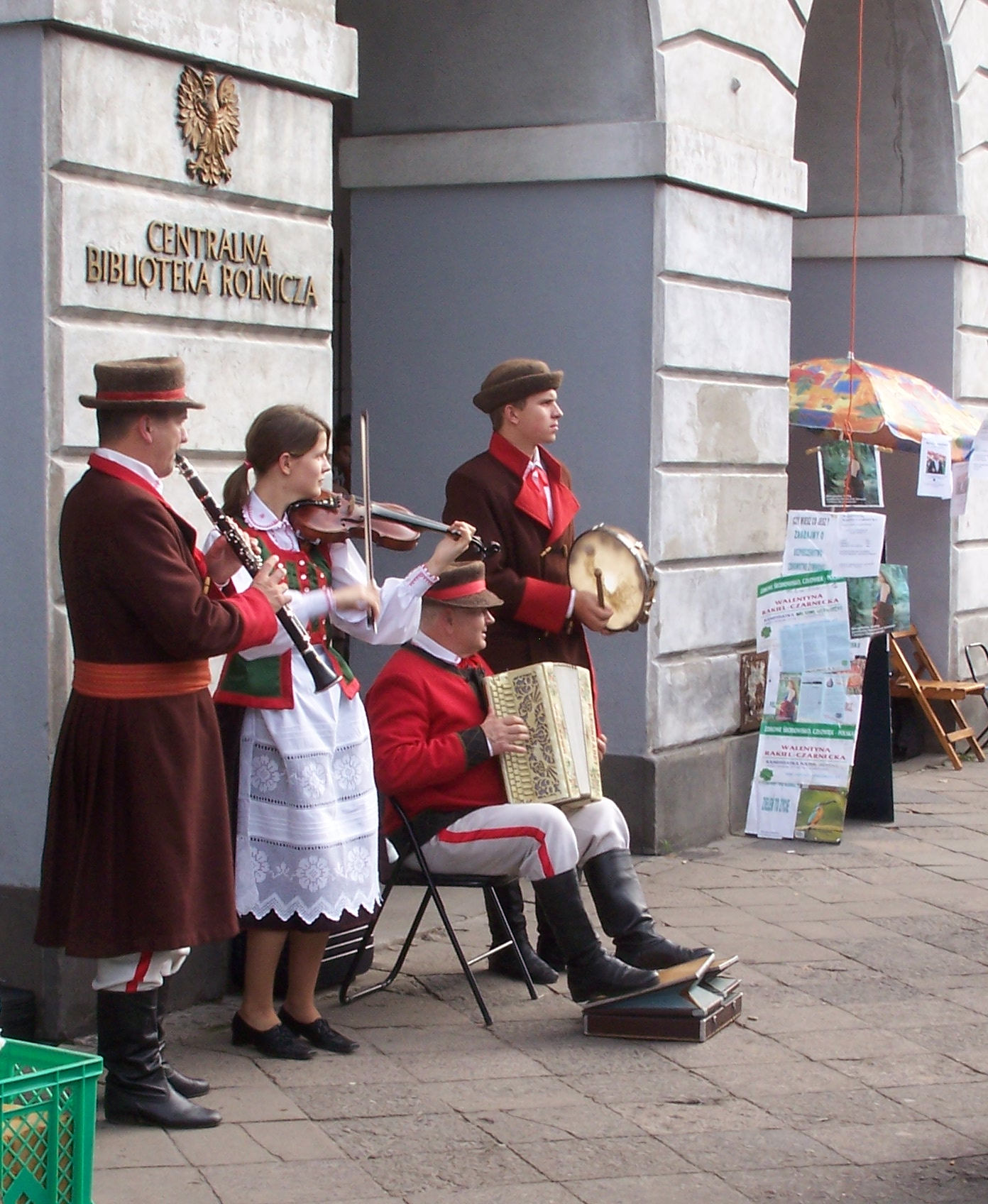
Kapela w strojach z Puszczy Zielonej
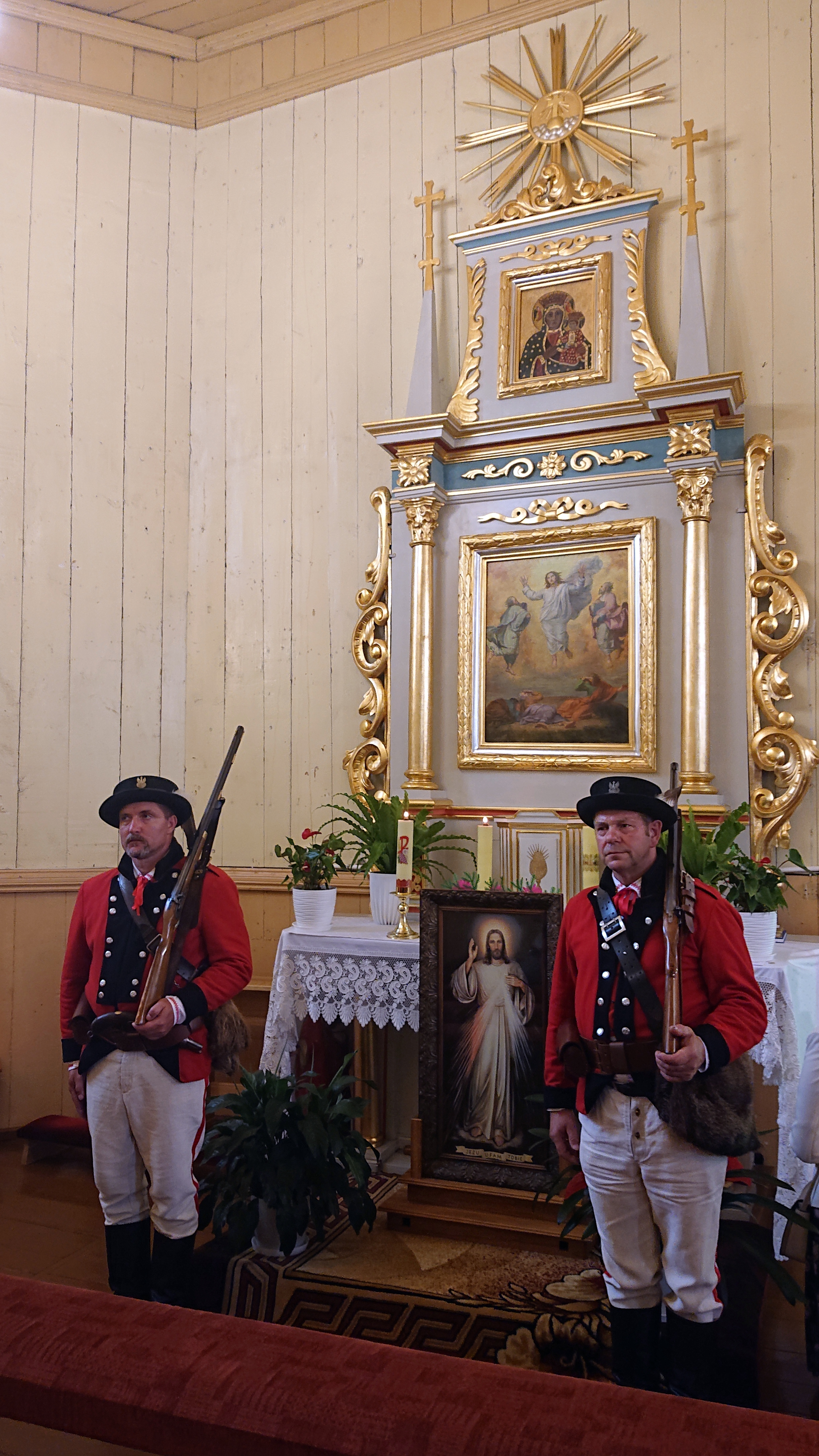
Strzelcy kurpiowscy w kościele w Brodowych Łąkach
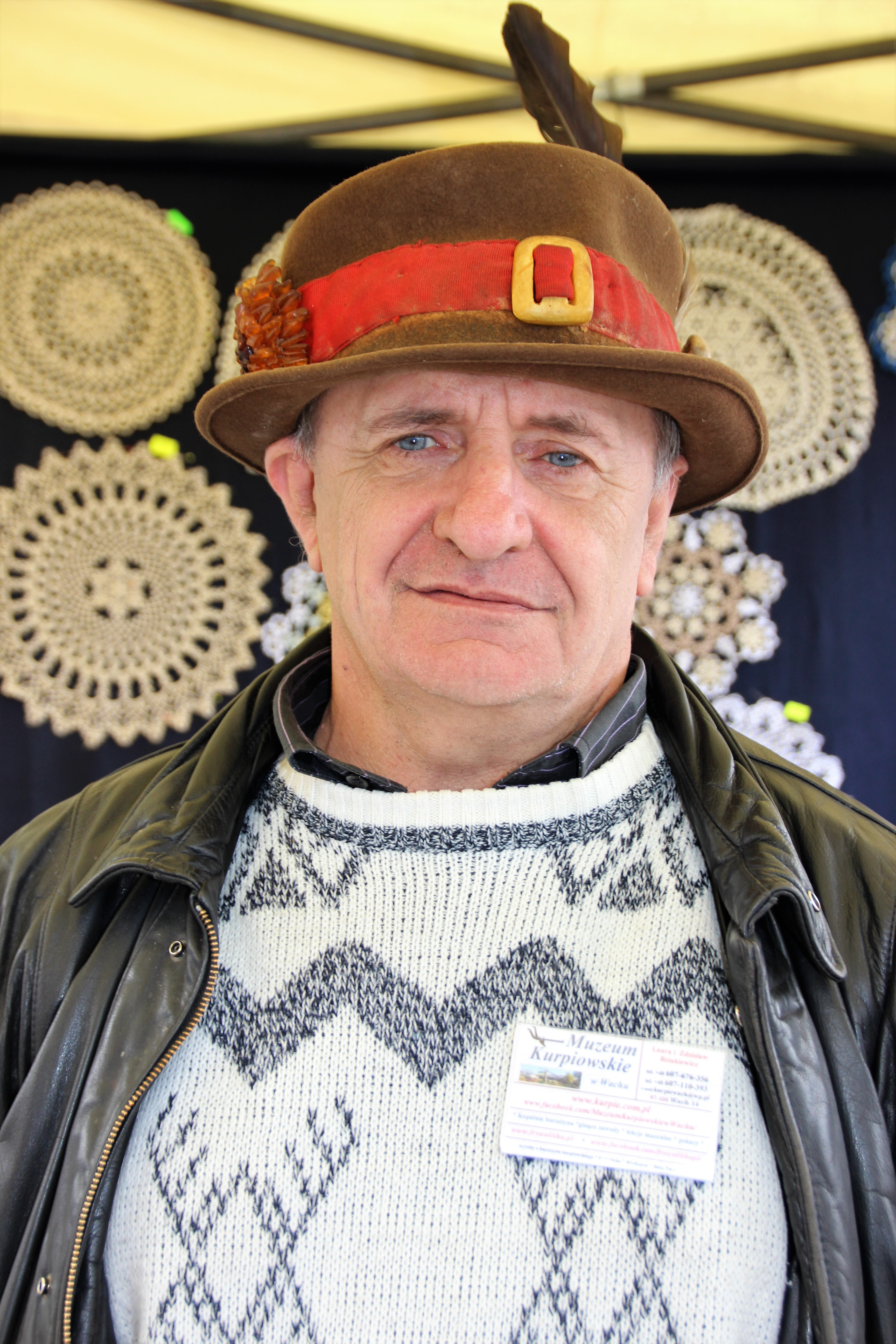
Bursztyniarz Zdzisław Bziukiewicz w kapeluszu grzybku
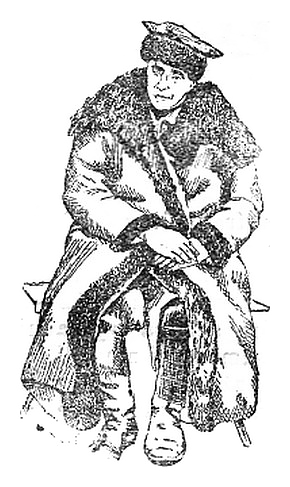
Kurp Zielony w kożuchu
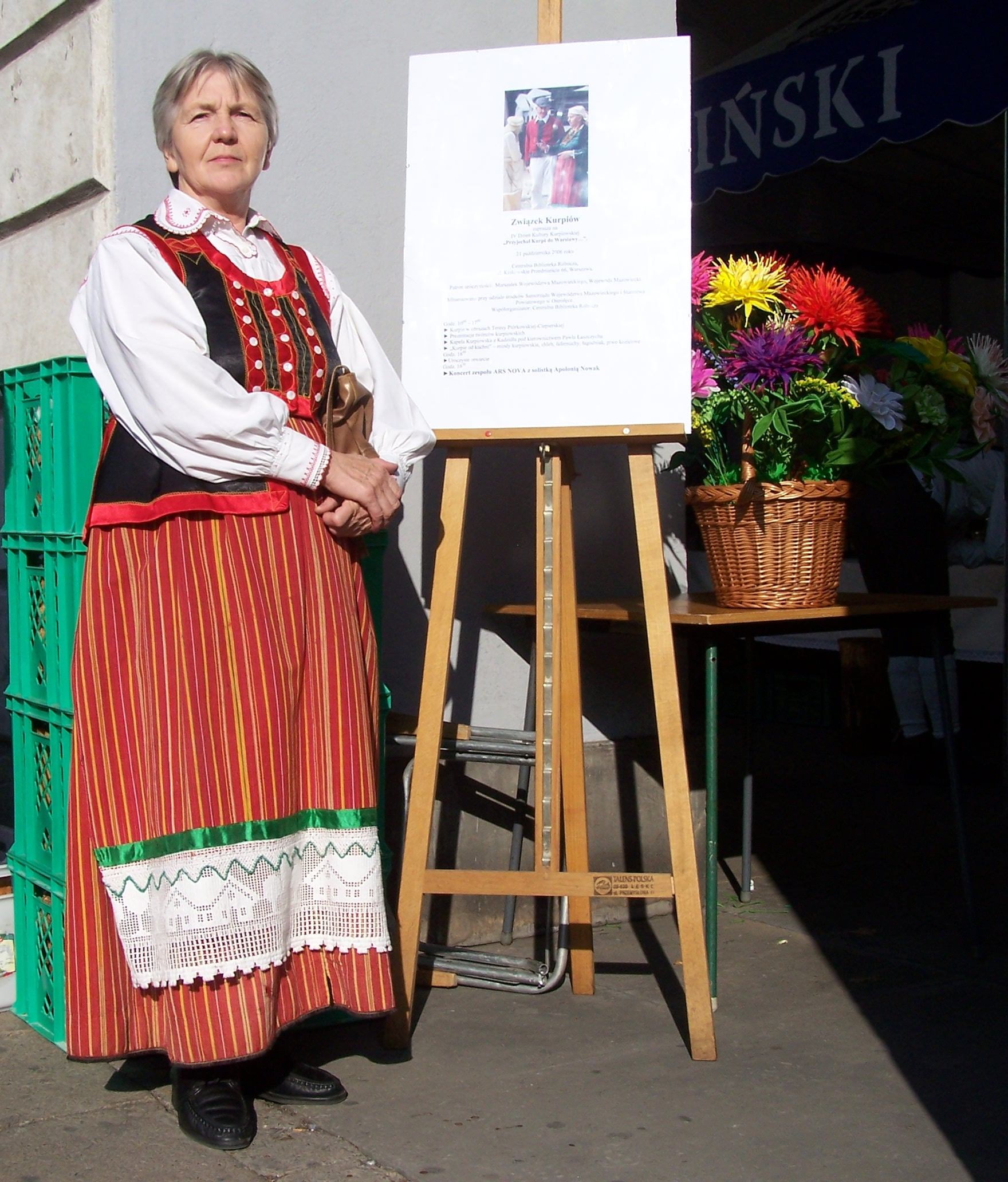
Janina Krzyżewska w stroju kurpiowskim Puszczy Zielonej
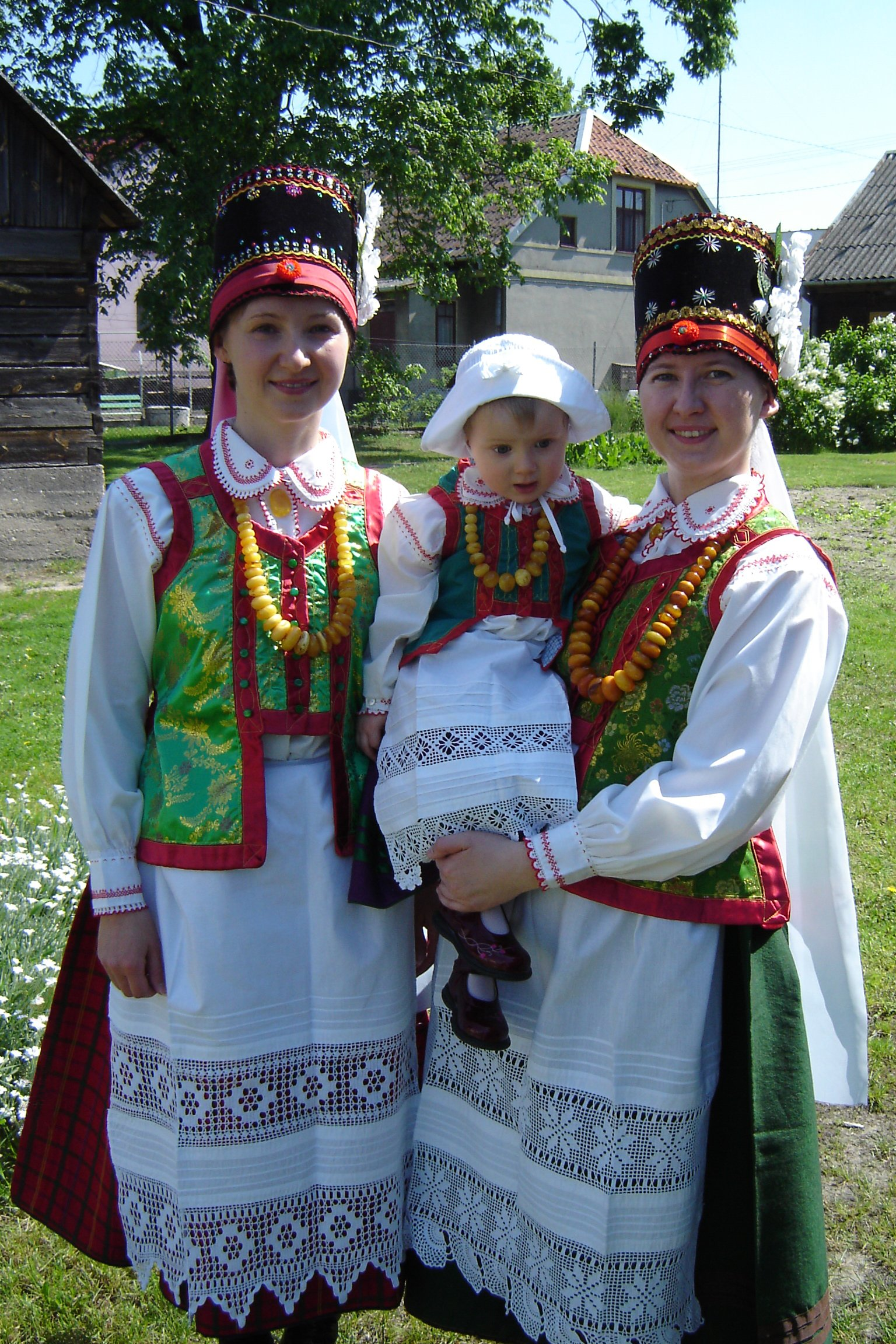
Stroje panien z dziecka z Puszczy Zielonej
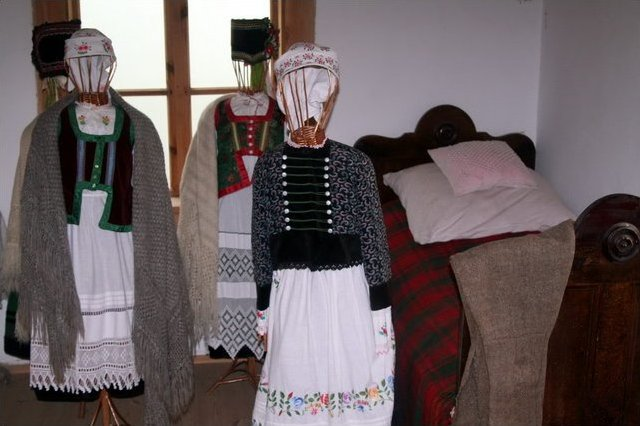
Stroje Kurpianek Zielonych w skansenie w Nowogrodzie